# 默特爾 (密蘇里州)
默特爾（英語：Myrtle）是位於美國密蘇里州俄勒岡縣的非建制地區。

## 歷史
默特爾的郵局自1884年營運至今。

## 地理
默特爾所處的海拔為高於海平面172米（即564英呎），而該地所採用的時區為UTC-6，即北美中部時區（CST）。同時該地設有夏令時間，為UTC-6調快一小時，即UTC-5（CDT）。